# 塞讷利
塞讷利（法語：Sennely，法語發音：[sɛnli]）是法国卢瓦雷省的一个市镇，位于该省南部略偏西，属于奥尔良区。

## 地理
塞讷利（47°40'42"N, 2°8'57"E）面积49.32 平方千米，位于法国中央-卢瓦尔河谷大区卢瓦雷省，该省份为法国中北部省份，北起埃松省，西北接厄尔-卢瓦省，西南接卢瓦-谢尔省，南至涅夫勒省和谢尔省，东临约讷省，东北接塞纳-马恩省。
与塞讷利接壤的市镇（或旧市镇、城区）包括：维埃纳昂瓦勒、索洛涅地区苏维尼、武宗、梅内斯特罗-昂维莱特、科松河畔瓦讷。

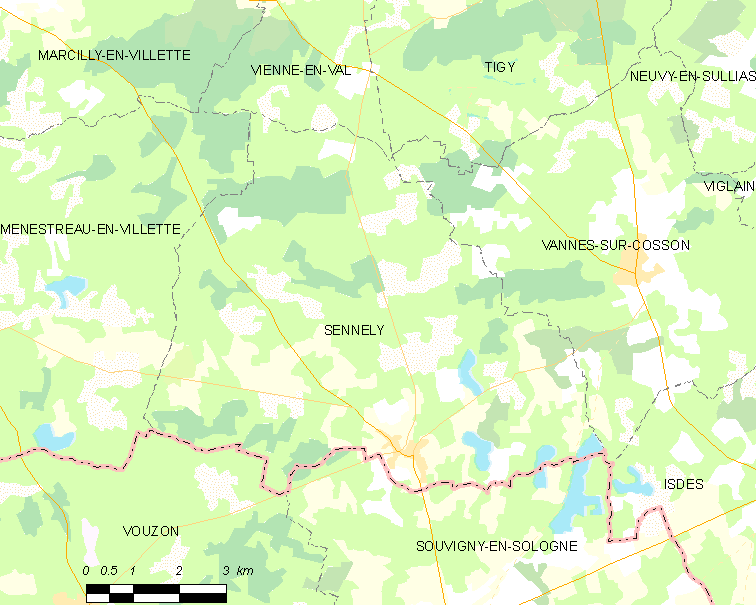
塞讷利的OSM定位图

塞讷利的时区为UTC+01:00、UTC+02:00（夏令时）。

## 行政
塞讷利的邮政编码为45240，INSEE市镇编码为45309。

## 政治
塞讷利所属的省级选区为圣欧班堡县。

## 人口

1962-2008年间塞讷利人口变化图示

塞讷利于2022年1月1日时的人口数量为680人。